# ويليام وودورد
ويليام وودورد (بالإنجليزية: William Woodward)‏ هو فنان ورسام أمريكي، ولد في 1 مايو 1859 في سيكونك ‏ في الولايات المتحدة، وتوفي في 17 نوفمبر 1939.